# Шулак
Шулак (перс. شولك) — село в Ірані, у дегестані Рудбар, в Центральному бахші, шагрестані Тафреш остану Марказі. За даними перепису 2006 року, його населення становило 57 осіб, що проживали у складі 21 сім'ї.

## Клімат
Середня річна температура становить 11,10°C, середня максимальна – 29,86°C, а середня мінімальна – -9,69°C. Середня річна кількість опадів – 253 мм.
| Клімат поселення                              | Клімат поселення | Клімат поселення | Клімат поселення | Клімат поселення | Клімат поселення | Клімат поселення | Клімат поселення | Клімат поселення | Клімат поселення | Клімат поселення | Клімат поселення | Клімат поселення | Клімат поселення |
| Показник                                      | Січ.             | Лют.             | Бер.             | Квіт.            | Трав.            | Черв.            | Лип.             | Серп.            | Вер.             | Жовт.            | Лист.            | Груд.            |                  |
| Середній максимум, °C                         | 5,75             | 6,60             | 10,92            | 17,44            | 22,40            | 28,28            | 29,86            | 29,53            | 25,06            | 18,81            | 12,04            | 6,50             |                  |
| Середня температура, °C                       | −1,98            | −1,12            | 3,20             | 9,74             | 14,69            | 20,57            | 24,26            | 23,92            | 19,44            | 13,20            | 6,43             | 0,89             |                  |
| Середній мінімум, °C                          | −9,69            | −8,82            | −4,51            | 2,04             | 6,98             | 12,85            | 18,64            | 18,32            | 13,83            | 7,60             | 0,82             | −4,74            |                  |
| Норма опадів, мм                              | 35               | 35               | 47               | 36               | 31               | 4                | 1                | 1                | 0                | 10               | 21               | 32               |                  |
| Середньомісячна швидкість вітру, м/с          | 1.74             | 2.32             | 2.92             | 3.00             | 2.49             | 2.41             | 2.47             | 2.26             | 2.10             | 2.10             | 1.74             | 1.57             |                  |
| Середньомісячна сонячна радіація, кДж/м²·день | 8606             | 11644            | 14433            | 18050            | 22151            | 26690            | 26079            | 23855            | 20523            | 14964            | 10708            | 8580             |                  |
| --------------------------------------------- | ---------------- | ---------------- | ---------------- | ---------------- | ---------------- | ---------------- | ---------------- | ---------------- | ---------------- | ---------------- | ---------------- | ---------------- | ---------------- |
| Джерело:                                      |                  |                  |                  |                  |                  |                  |                  |                  |                  |                  |                  |                  |                  |